# Mogangina chubsugulicus
Mogangina chubsugulicus är en insektsart som beskrevs av Dlabola 1967. Mogangina chubsugulicus ingår i släktet Mogangina och familjen dvärgstritar. Inga underarter finns listade i Catalogue of Life.